# Трайден, Дарья Михайловна
Дарья Михайловна Трайден (бел. Дар’я Міхайлаўна Трайдэн; род. 4 марта 1995, Гродно) — писательница из Беларуси.

## Биография
Родилась 4 марта 1995 года в Гродно. Воспитывалась матерью инженером-химиком. У Дарьи есть брат.
Закончила факультет журналистики БГУ по специальности «журналистика международная», «Школу маладога пісьменніка» от «Саюза беларускіх пісьменнікаў».
Живёт в Минске.
Пишет стихи и прозу на русском и белорусском языках.

## Литературная деятельность
Публиковалась в литературных журналах «Маладосць», «Новый мир», «ПрайдзіСвет», альманахах «Паміж» і «Першацвет».
В 2018 году выпустила сборник рассказов на белорусском языке «Крыштальная ноч». В 2019 году получила премию «Дэбют» имени Максима Богдановича за эту книгу.

## Документальное кино
Сценаристка документального фильма «Трансформация» (2019), который рассказывает о людях, совершивших гендерный переход.
В 2021 году совместно с Дарьей Барышниковой сняла антигомофобный фильм «Любовь».

## Награды
В 2018 году стала лауреаткой международного конкурса «Першацвет» в номинации «проза»
В 2019 году со сборником «Крыштальная ноч» стала лауреаткой премии «Дэбют» Белорусского ПЕН-центра в номинации «проза».

## Личная жинь
Дарья Трайден является открытой лесбиянкой.

## Восприятие
По мнению портала Sputnik Беларусь, «Крыштальная ноч» Дарьи Трейден вошла в число самых заметных книг 2019 года в Беларуси.
Владимир Коркунов оценивает Трайден как «квир-прозаика».
Валентина Аксак считает, что творчество Дарьи Трайден «вообще выделяется на фоне новой белорусской литературы».
Белорусский писатель и литературный критик Микола Адам на страницах газеты «Звязда» отмечал: «Вы можете сколько угодно фантазировать и придумывать женские образы, разбрызгивая их на бумаге, но вы ничего не поймёте о женщине, потому что никто не сможет рассказать вам о себе лучше, чем женщина. Тем более с такой искренностью, как это делает Дарья Трайден».